# Vila Ferdinanda Czeicznera
Vila továrníka Ferdinanda Czeicznera na adrese Husova 1151/2 v Novém Jičíně pochází z počátku 20. století. Areál vily doplňují vedlejší stavby garáží a domku vrátného, celý komplex je kromě hlavního vstupu z Husovy ulice obklopen zahradou s kašnou. Czeicznerova vila byla 30. listopadu 1995 Ministerstvem kultury České republiky prohlášena kulturní památkou České republiky. Od roku 2001 zde sídlí městská knihovna.

## Historie vily
Postupnou likvidací městských hradeb od poloviny 19. století získal Nový Jičín prostor pro rozšíření města, významným zásahem do podoby města byl vznik Divadelní ulice (Bürgergasse) lemované reprezentativními budovami (krajský soud, gymnázium, spolkový dům). Jižně od Divadelní ulice pak koncem 19. století začala vznikat rezidenční čtvrť s honosnou vilovou zástavbou podél ulic Jiráskova (Ruzickagasse) a Husova (Vereinshausgasse).
Na začátku Husovy ulice si rodinnou vilu nechal postavit významný průmyslník Ferdinand Czeiczner (1850–1932), přední výrobce textilního zboží a také bývalý starosta Nového Jičína. Ten v roce 1909 prodejem své továrny získal značné finanční prostředky, které mu umožnily výstavbu domu podle vlastních představ. Projektem pověřil architekta Josefa Bluma (1851–1914), s nímž se znal již z dřívější doby z práce na veřejných zakázkách. Blum pojal stavbu jako dvoupatrový novoklasicistní palác na půdorysu písmene U s bohatě zdobenou fasádou. Severní průčelí vily bylo zakončeno zimní zahradou, odkud z prvního patra vedlo schodiště do zahrady. Komplex doplňovaly přízemní budovy garáží a domku vrátného. Výstavba byla dokončena v roce 1910 a v době před první světovou válkou se jednalo o největší soukromý obytný dům v Novém Jičíně.

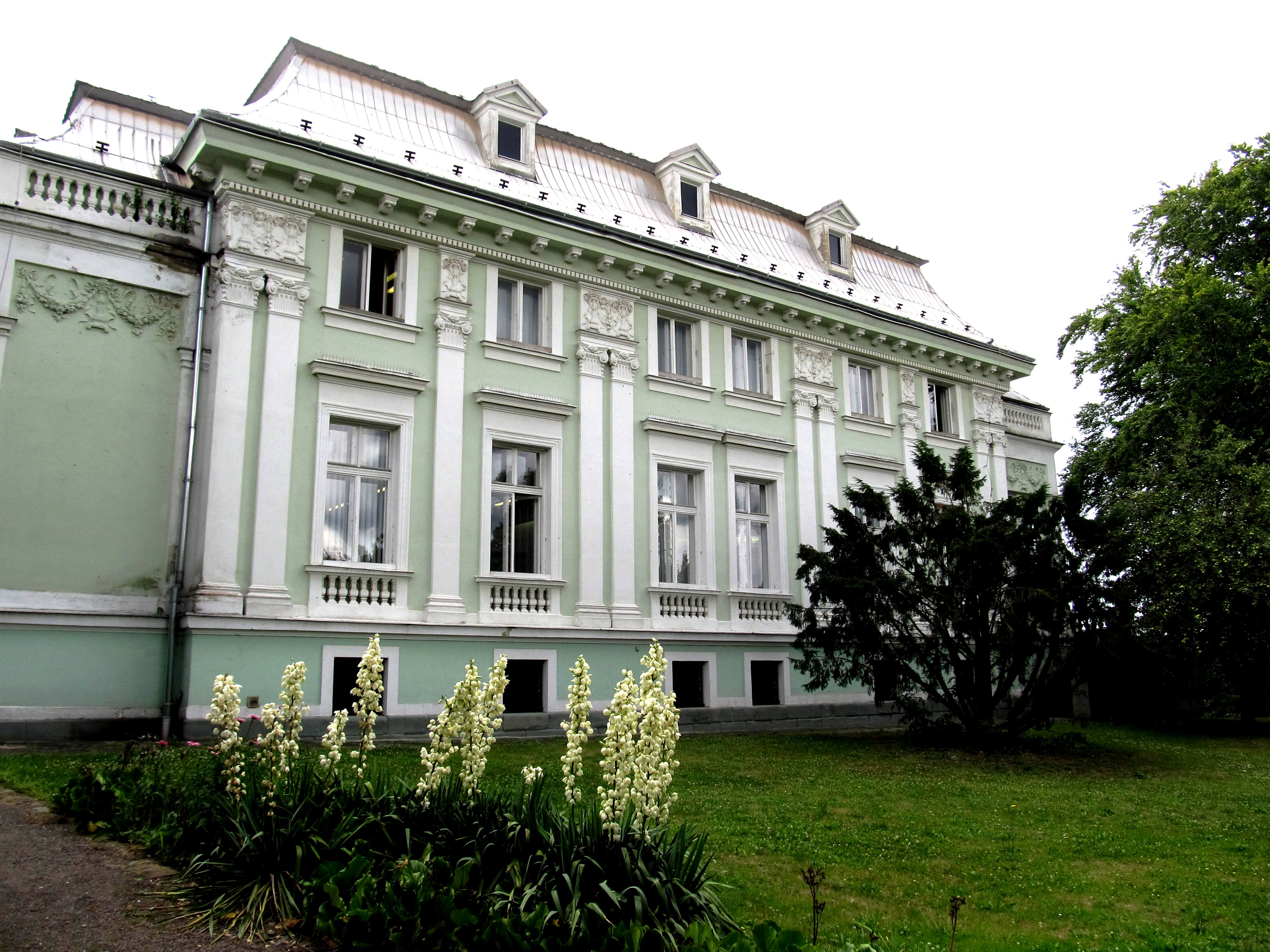
Pohled na vilu ze zahrady

## Využití vily po smrti Ferdinanda Czeicznera
Ferdinand Czeiczner zemřel v roce 1932 a vilu odkázal městu s přáním, aby zde sídlila nějaká kulturní instituce, například muzeum. V době hospodářské krize to ale město odmítlo a vilu převzala rodina jednoho z Czeicznerových zeťů Hanse Hückela mladšího (1879–1933), který patřil také k jedné ze zámožných továrnických rodin v Novém Jičíně. V roce 1945 byla vila jako německý majetek zkonfiskována a dlouhodobě zde byly umístěny dětské jesle. Czeicznerův odkaz byl naplněn až v letech 2000–2001, kdy byla vila adaptována pro potřeby Městské knihovny, která zde sídlí dodnes. Další rekonstrukce proběhla v roce 2016, kdy byly obnoveny fasády.